# Cheapskate (Supergrass)
Cheapskate es un sencillo, lanzado solamente en Estados Unidos y Canadá, de la banda de Britpop Supergrass, perteneciente a su segundo álbum, In It For The Money. Alcanzó el puesto #35 en el chart Alternative Airplay (difusión en radios de música alternativa) de Billboard y el puesto #11 en el RPM Alternative 30 canadiense.
Los miembros de la banda han dicho que la canción recibió influencias de Kool & The Gang.

## Lista de canciones
Disco de vinilo de 7''
1. "Cheapskate" (2:41)
2. "Going Out" (4:16)